# NGC 1619
NGC 1619 è il codice con cui è registrato nel New General Catalogue un oggetto inesistente nella costellazione dell'Eridano.

## Scoperta
L'oggetto è stato descritto dall'astronomo statunitense Lewis Swift il 22 dicembre 1886. Nessun altro osservatore è però riuscito ad individuare alcunché nella posizione indicata dallo scopritore.
Secondo il sito NASA/IPAC Extragalactic Database (NED), si tratta di un duplicato di NGC 1610.